# GM코리아 캬라반

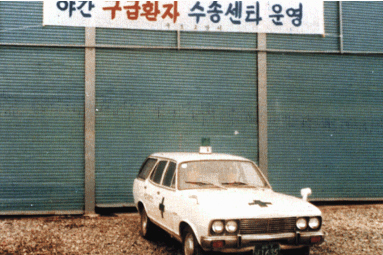

새한 캬라반은 대우자동차(현 한국GM)이 1976년에 등장한 미니밴 혹은 왜건이다. 구급차로도 많이 쓰였으며, 1979년에 판매 부진으로 후속 없이 단종되었다. 